# در سرزمین خودمان (فیلم)
در سرزمین خودمان (انگلیسی: On Our Own Land)، (اسلوونی: Na svoji zemlji) اولین فیلم کارگردان مشهور اسلوونیایی فرانس استیگلیچ محصول ۱۹۴۸ است. در سرزمین خودمان همچنین اولین فیلم بلند ناطق سینمای اسلوونی است. این فیلم در ۲۱ نوامبر ۱۹۴۸ در سینما یونیون لیوبلیانا به نمایش درآمد.
در سرزمین خودمان در جشنواره فیلم کن ۱۹۴۹ در بخش رقابتی حضور داشت.

## داستان
در سرزمین خودمان یک فیلم پارتیزانی سیاه وسفید است. فیلمنامه بر اساس داستان کوتاه پدربزرگ اورل (Očka Orel) نوشته سیریل کوزماک تنظیم شده بود. داستان فیلم دو سال آخر جنگ جهانی دوم را در یک روستای ساحلی در اسلوونی روایت می‌کند. پس از اشغال این روستا توسط ارتش نازی، مردم محلی در برابر آنها مقاومت می‌کنند.